# Dino Polska
Dino Polska S.A. er en polsk dagligvarekoncern, der driver Dino supermarkedskæden. Den blev etableret i 1999 af Tomasz Biernacki og har hovedkvarter i Krotoszyn. I 2018 var der 977 Dino-supermarkeder i Polen.